# Katzenhaus
Das Katzenhaus (Kaķu nams) ist ein Gebäude in der Meistaru iela 10 (Meisterstraße 10) in der Altstadt von Riga, der Hauptstadt Lettlands. Es wurde 1909 nach den Plänen des Architekten Friedrich Scheffel erbaut. Das Gebäude ist im mittelalterlichen Stil gehalten und weist einige Elemente des Jugendstils auf. Es ist für die beiden Katzenskulpturen mit gewölbten Rücken und erhobenen Schwänzen auf dem Dach bekannt. Es heißt, der Besitzer des Hauses wollte, dass die Katzen mit ihren Schwänzen in Richtung des nahe gelegenen Hauses der Großen Gilde aufgestellt wurden, da er einen Groll gegen deren Mitglieder hegte. Später wurde angeordnet, dass die Katzen so aufgestellt werden sollten, dass sie dem Gildenhaus zugewandt waren.

## Legende der Katzen
Die den meisten Einwohnern Rigas bekannte und auch Touristen erzählte Legende gibt es in mindestens zwei Versionen. Einer Version der Legende zufolge wurde dem reichen Händler, der das Gebäude in Auftrag gegeben hatte, die Mitgliedschaft in der Rigaer Händlergilde, meist nur Große Gilde genannt, verweigert. Zentrales Element beider Versionen ist die Anekdote, dass der Händler aus Rache zwei Kupferstatuen wütend dreinblickender Katzen mit gekrümmtem Rücken und aufgestellten Schwänzen auf den Dächern der Türme aufstellen ließ, wobei ihre Schwänze in Richtung des Hauses der Großen Gilde auf der anderen Straßenseite zeigten.
Die andere und vielleicht ältere Version der Katzenlegende besagt, dass der reiche Kaufmann die beiden Statuen wütend dreinblickender Katzen mit den Schwänzen in Richtung des Rigaer Rathauses auf den Dächern der Türme aufstellen ließ, nachdem es zu einem Streit mit dem Rigaer Stadtrat gekommen war und er den Bau des Gebäudes förderte. Das damalige Rigaer Rathaus befand sich in der gleichen Richtung wie die Große Gilde, brannte jedoch im Zweiten Weltkrieg nieder, wurde 1954 abgerissen und erst in den Jahren 2000 bis 2001 an derselben Stelle wieder aufgebaut.

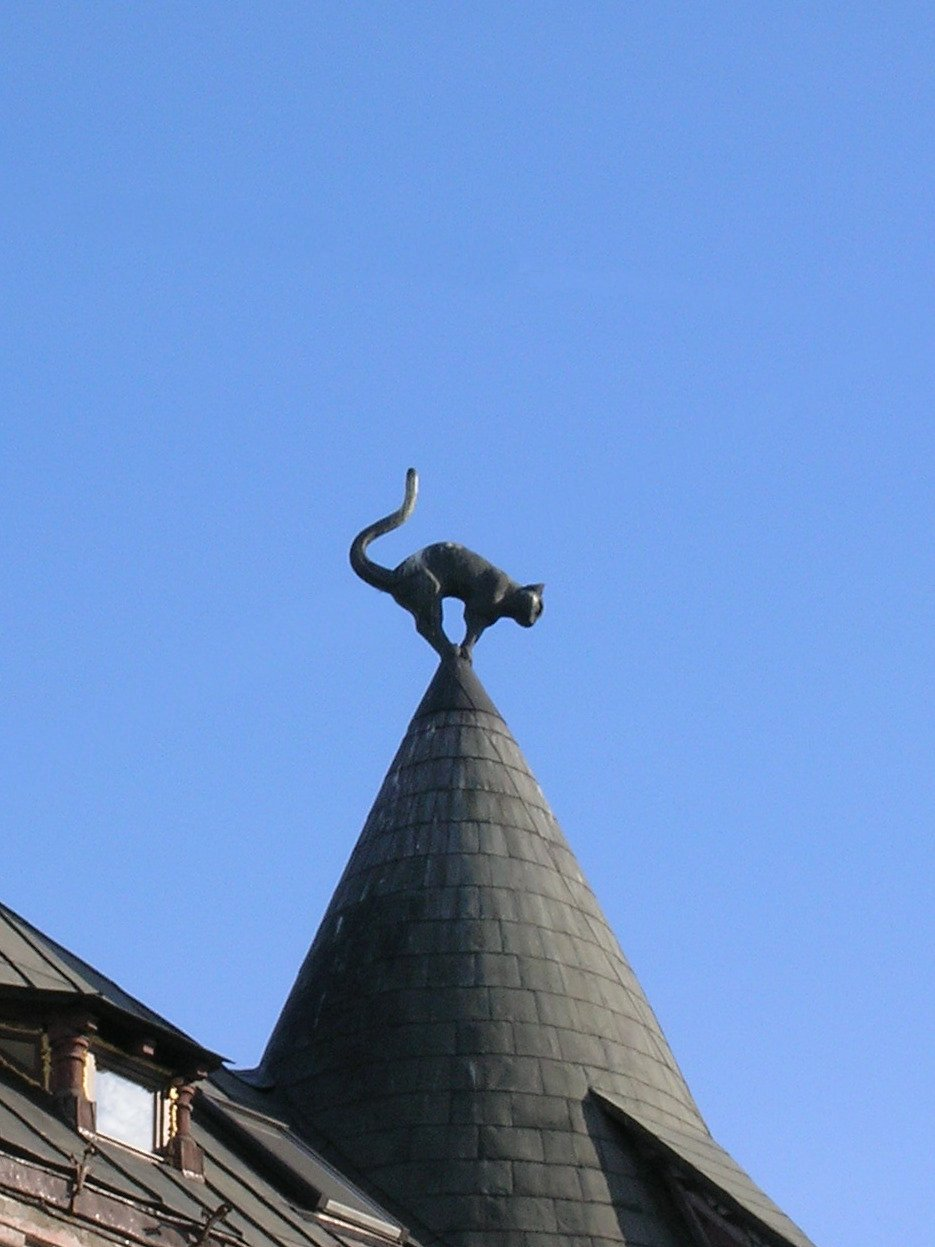
Skulptur einer wütenden Katze auf dem Dach
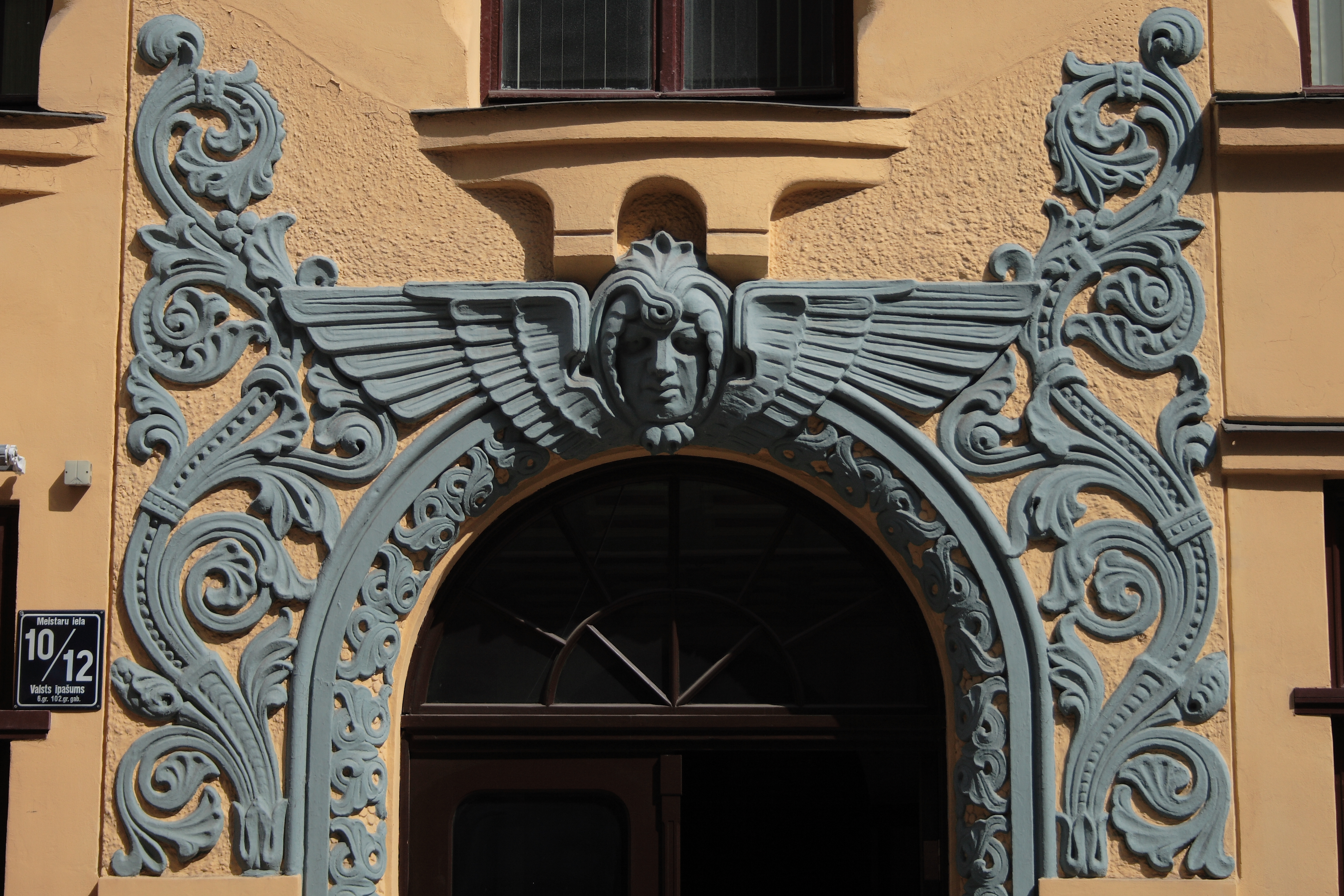
Haupteingang des Katzenhauses mit Jugendstildekorationen
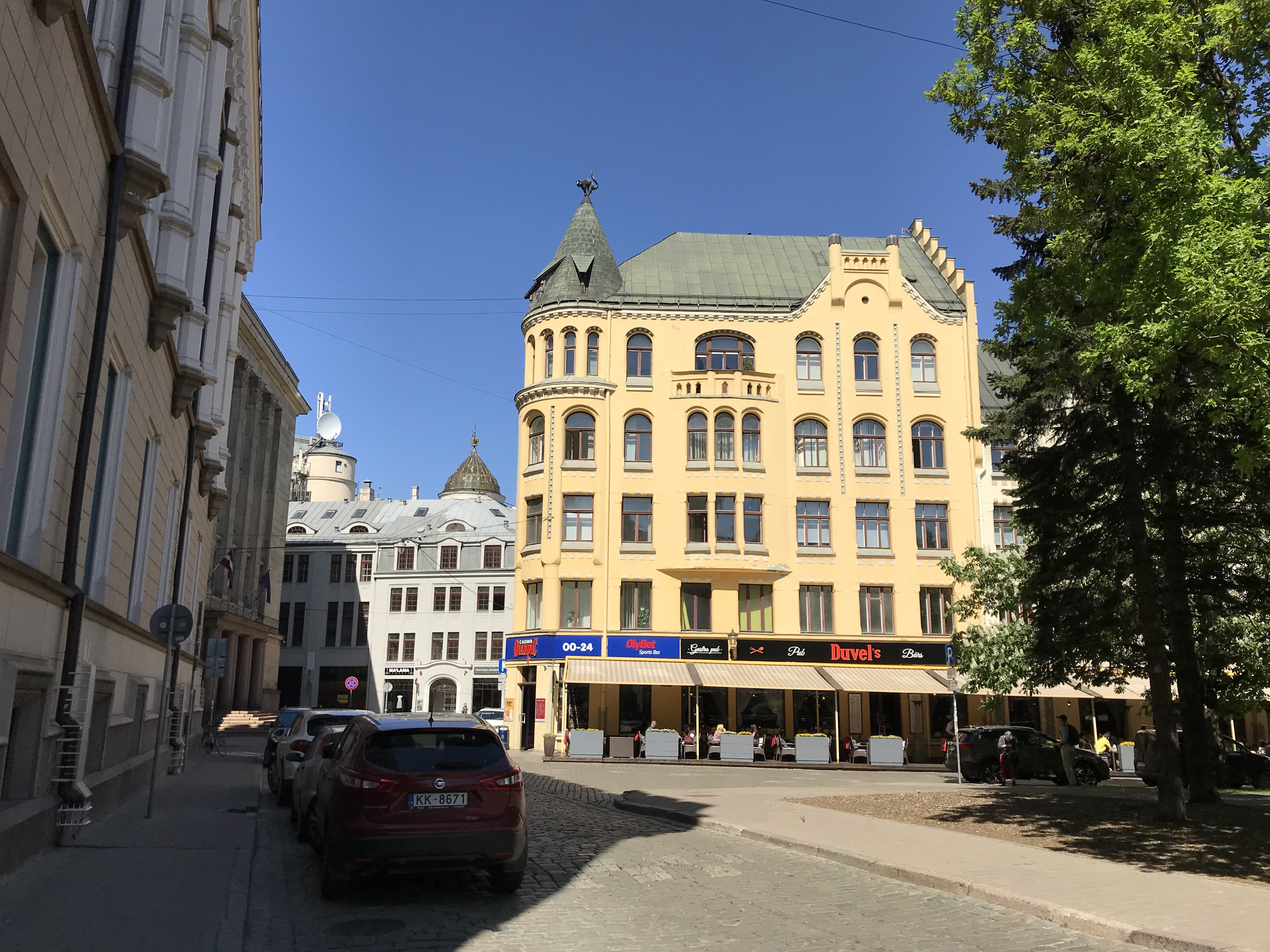
Das Haus der Großen Gilde (links) und das Katzenhaus